# منتخب جبل طارق تحت 19 سنة للكريكت
منتخب جبل طارق تحت 19 سنة للكريكت هو ممثل جبل طارق الرسمي في المنافسات الدولية في الكريكت
.